# Café Landtmann

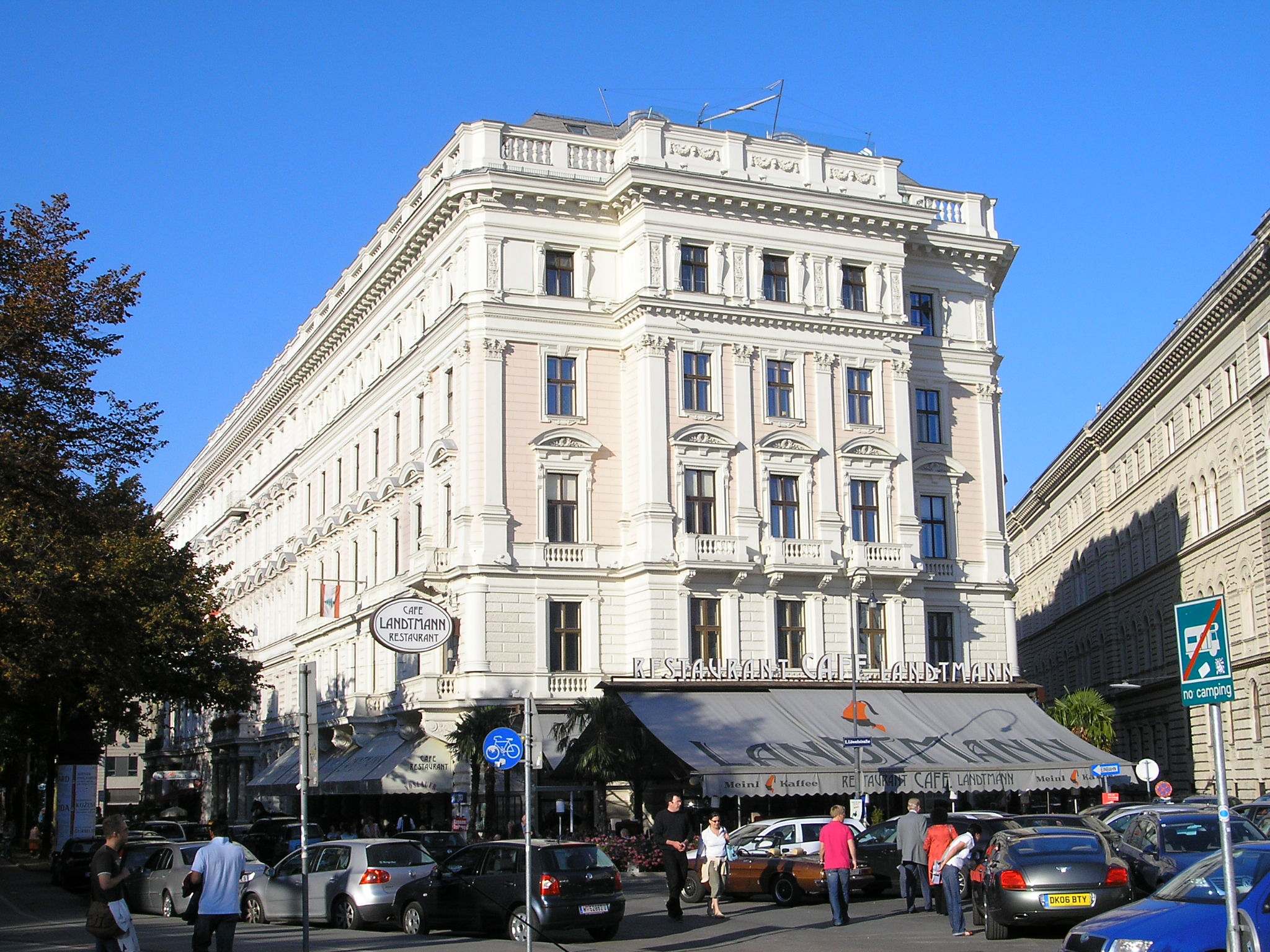
Café Landtmann im Palais Lieben-Auspitz, links der Universitätsring

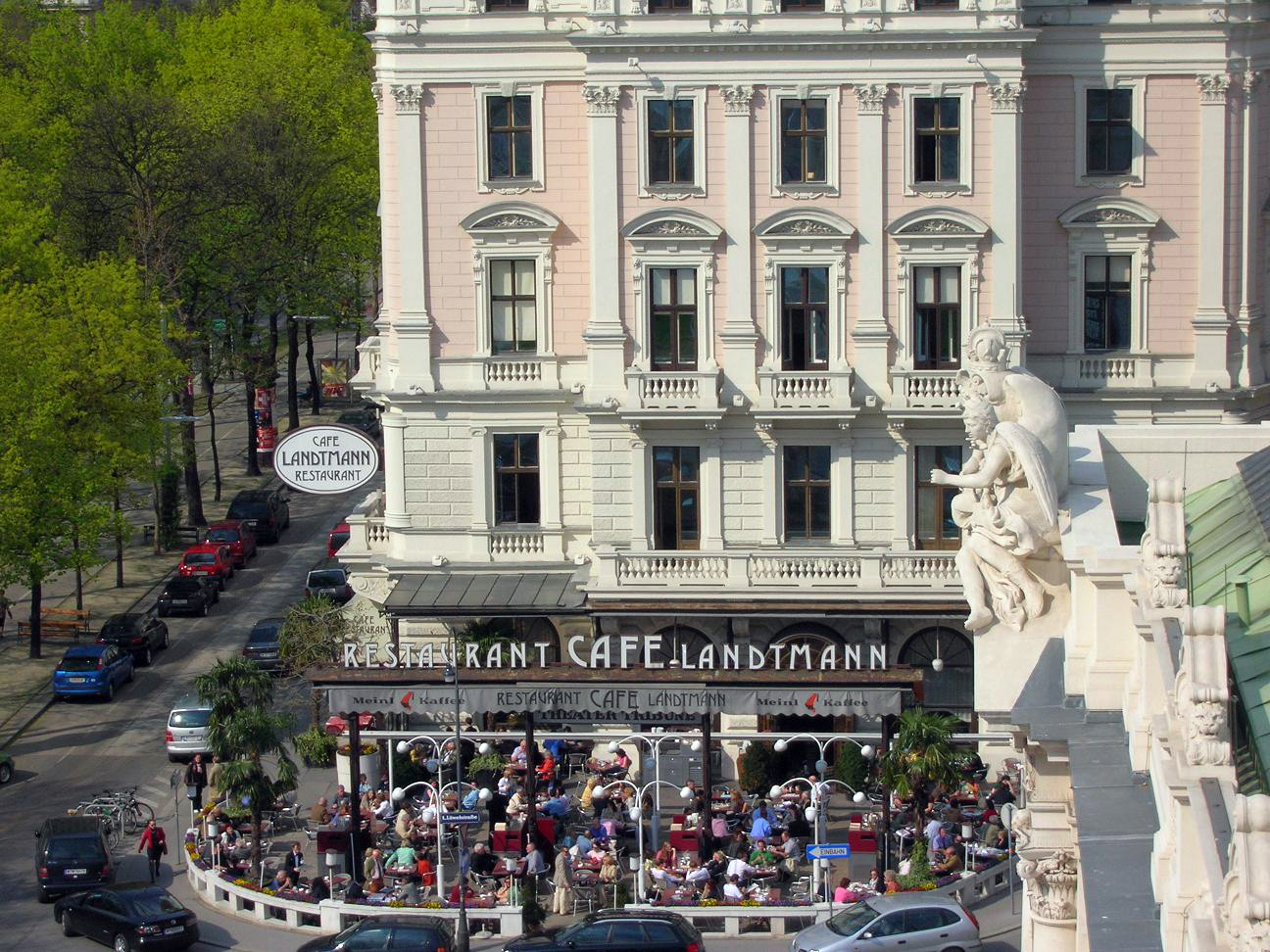
Das Café Landtmann, vom Dach des Burgtheaters fotografiert

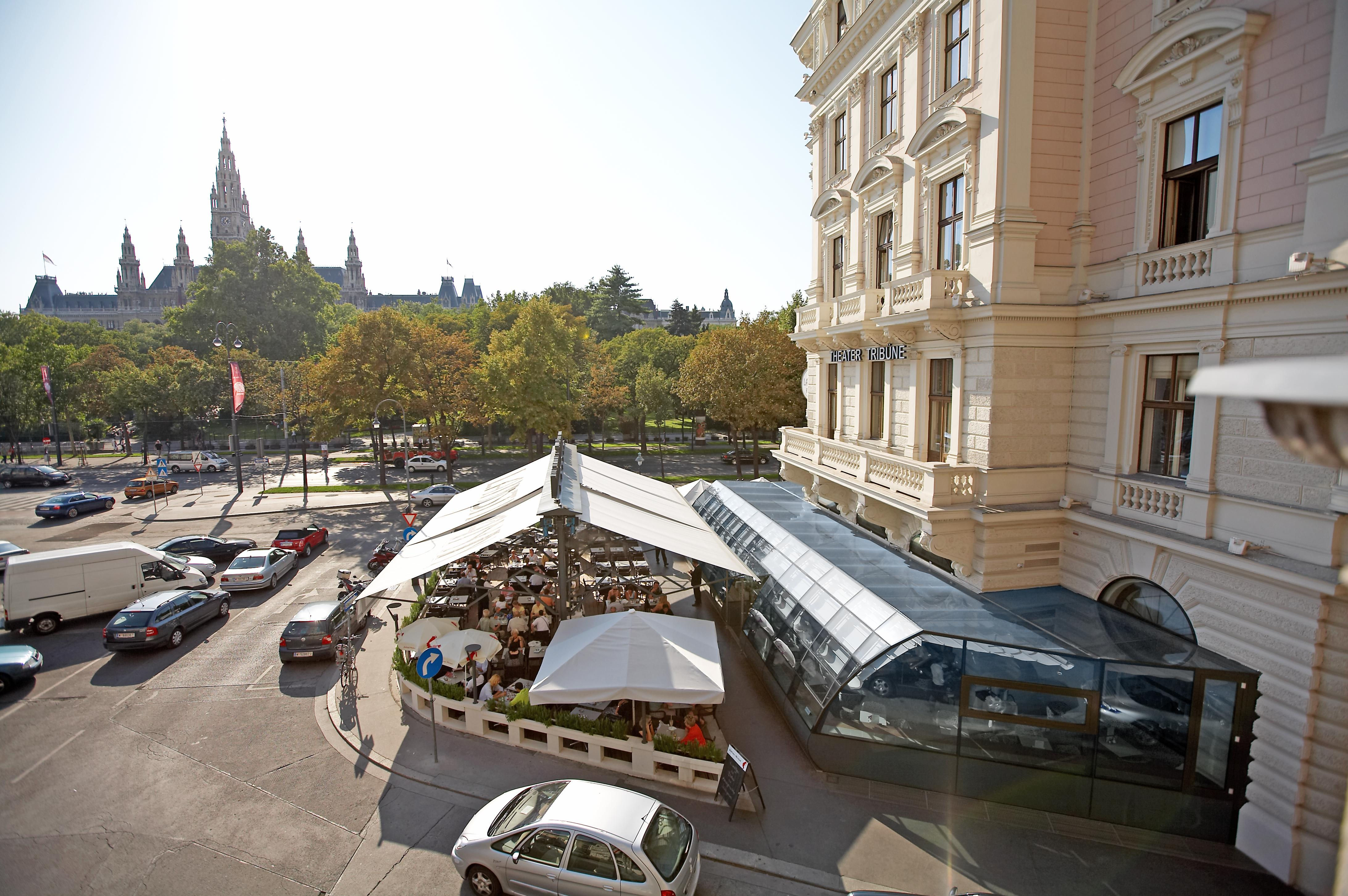
Wintergarten und Schanigarten, hinten das Rathaus

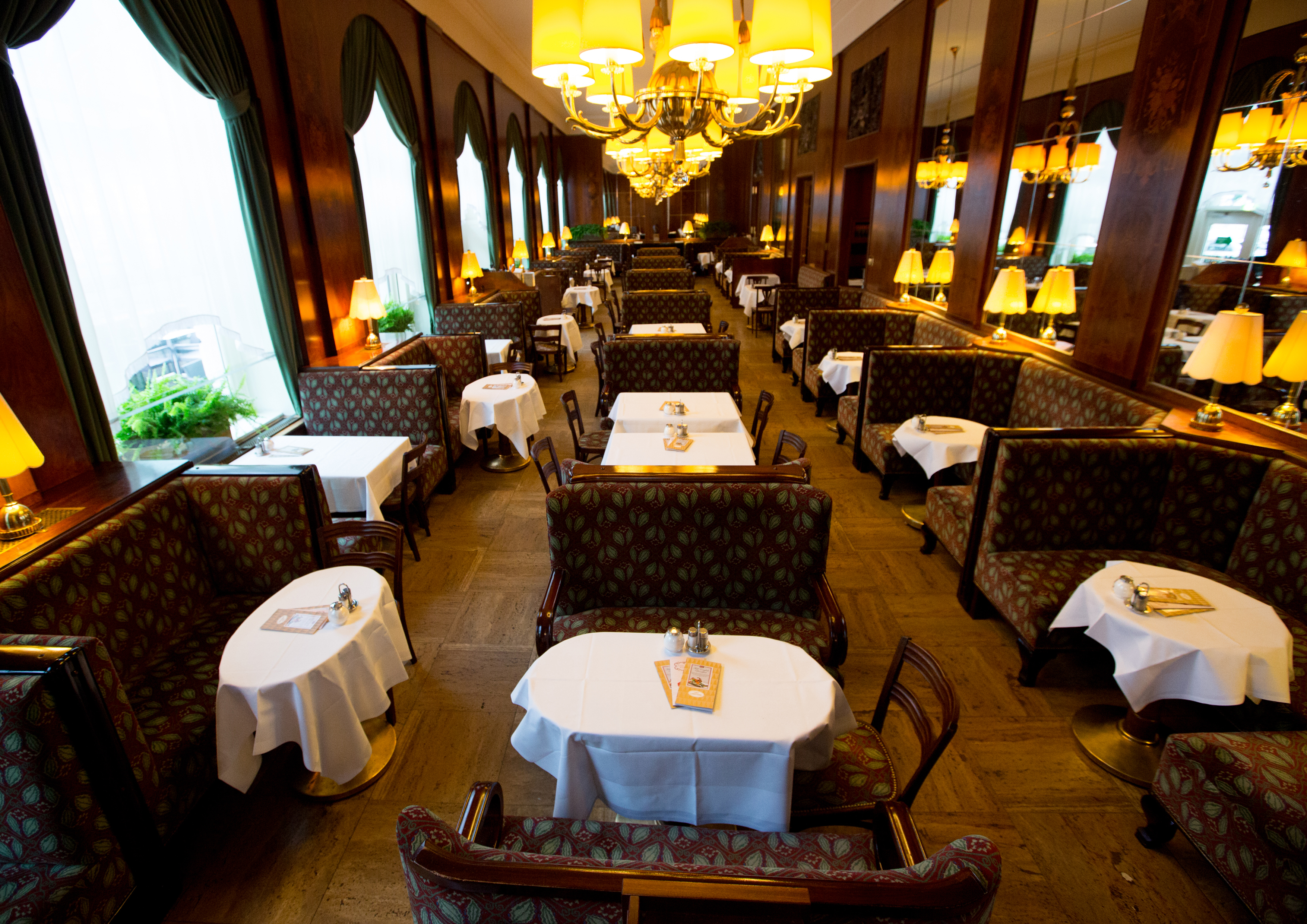
Großer Saal im Café Landtmann

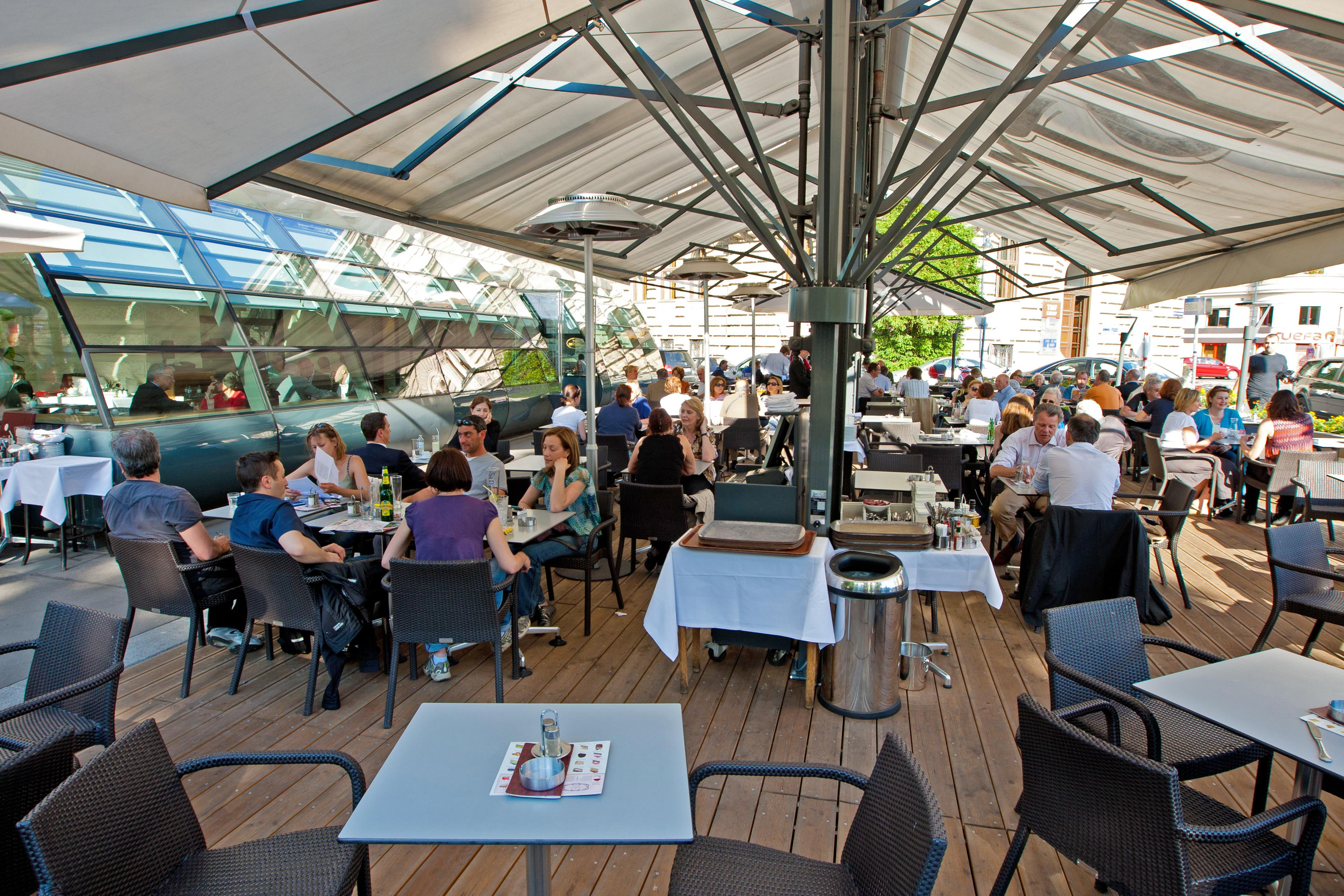
Schanigarten

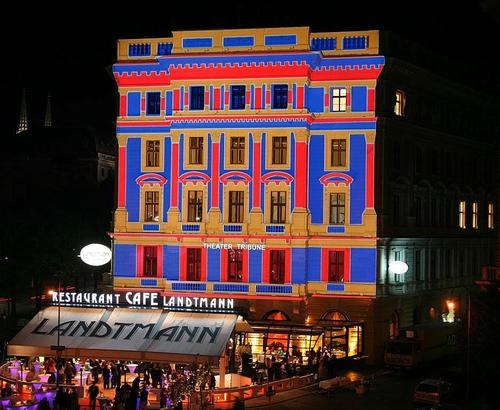
Projektion auf die Hausfassade

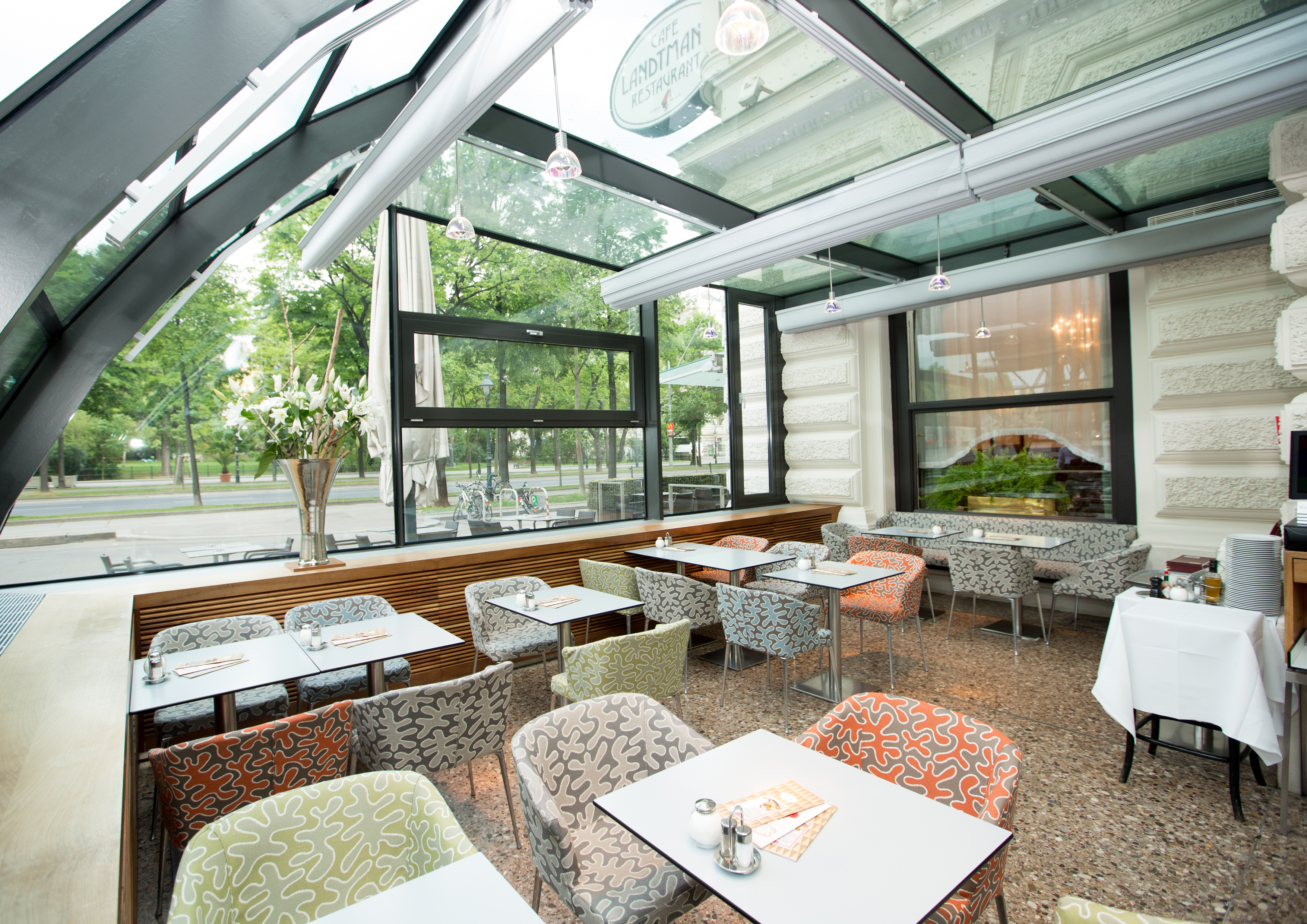
Wintergarten, Blick Richtung Universitätsring

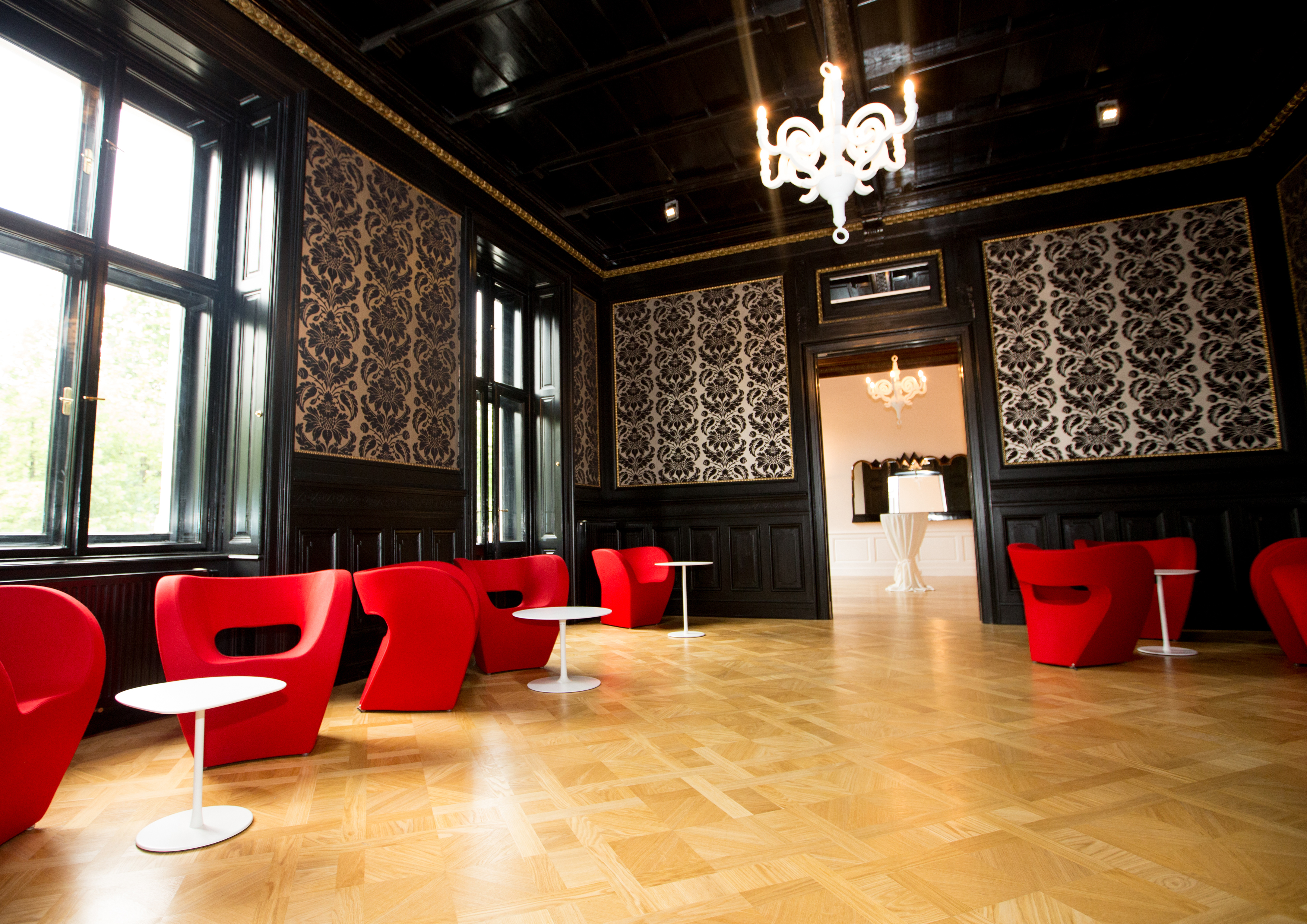
Das Zuckerkandl-Zimmer in Landtmann’s Bel-Etage

Das Café Landtmann in Wien ist ein typisches Wiener Kaffeehaus im Ringstraßenstil. Es befindet sich im 1. Bezirk am Universitätsring 4, Ecke Löwelstraße 22.

## Lage
Das Kaffeehaus befindet sich im Erdgeschoß des Palais Lieben-Auspitz genannten Mietwohnhauses, in unmittelbarer Nähe des Burgtheaters, der Universität Wien und der Parteizentrale der Sozialdemokraten sowie unweit des Wiener Rathauses mit dem Rathauspark, des Bundeskanzleramts und dreier Ministerien. Das Café wird daher unter anderem von Schauspielern, Politikern, Beamten und Journalisten frequentiert und ist Schauplatz von Pressekonferenzen.

## Geschichte

### Gründer Franz Landtmann (1873–1881)
Das Kaffeehaus wurde am 1. Oktober 1873 vom Cafétier Franz Landtmann als „Wien’s eleganteste und größte Café-Localitäten“ in einem prominenten, 1872 erbauten Eckhaus am damals ebenfalls neuen Franzensring (so die Adresse dieses Teils der Wiener Ringstraße bis 1919) eröffnet. Die Ringstraße war zwar von Kaiser Franz Joseph I. 1865 eröffnet worden, aber in der Umgebung des Kaffeehauses noch lang nicht fertiggestellt: Das Rathaus war seit 1872 in Bau, wurde aber erst 1883 eröffnet. Das Universitäts-Hauptgebäude entstand 1877–1884, das Burgtheater 1874–1888. Das Kaffeehaus war somit in seinen ersten Jahren vor allem von großen Baustellen umgeben.

#### Franz Landtmann
Franz Landtmann wurde am 9. März 1841 in Perchtoldsdorf bei Wien geboren, war verheiratet und hatte vier Kinder. Er war der Großvater von Friedrich Bär und der Schwager des Architekten Michael Fellner. Bis 1868 besaß er ein Kaffeehaus im Wiener Vorort Hernals, welches er für ein Gasthaus in Hernals abgab. Dieses verkaufte er 1872 für 18.700 Thaler. Sein Vater stellte dem Sohn Franz aus dem Verkauf einer Fabrik die finanziellen Mittel zur Verfügung, um 1873 das Café zu eröffnen. Es ist bemerkenswert, dass ein Fabrikant im Jahr des Schwarzen Freitags an der Wiener Börse über solche Geldmittel verfügte und daneben auch noch weitere Käufe tätigen konnte. Offenbar hatte der Vater sinnvoll investiert.
1878 starb Franz Landtmanns älteste Tochter und einige Monate später sein Vater. Diese privaten Verluste sowie das ziemlich große Vermögen, das er nun erbte, und die Dauerbaustelle in der Umgebung können dazu geführt haben, dass Landtmann das Kaffeehaus 1881 verkaufte.
Franz Landtmann siedelte erst nach Villach und anschließend nach Franzensfeste, Südtirol, über und betrieb dort Gaststätten. Er starb am 19. August 1905 in Brixen. Sein Sohn Michael Landtmann führte in Meran das Restaurant des Kurhauses, ehe er 1933 verstarb.

### Besitzer Wilhelm und Rudolf Kerl (1881–1916)
1881 verkaufte Landtmann sein Kaffeehaus an die Brüder Wilhelm und Rudolf Kerl, die es unter dem Namen Landtmann weiterführten und Richtung Oppolzergasse erweiterten. Am 24. Februar 1881 erhielten die beiden Brüder die Konzession für den Kaffeehausbetrieb im Café Landtmann. Rudolf zog sich bald aus dem aktiven Geschäftsleben zurück, Wilhelm Kerl führte das Café bis 1916 allein weiter.

### Besitzer Karl Kraus  (1916–1926)
Wilhelm Kerl verkaufte es dann 1916, von der Mangelwirtschaft des Ersten Weltkriegs zermürbt, an Karl Anton Kraus, vorher Fleischhauer und Gastwirt. (Er ist nicht mit dem Literaten Karl Kraus, dem Fackel-Kraus, zu verwechseln.) Er führte das Kaffeehaus nur fünf Jahre lang, denn ab 1921 wurde es von einer Hokare Ges.m.b.H. betrieben (der Name steht für Hotel-, Kaffee- und Restaurations-Betriebe). Diese Firma musste 1925/1926 liquidiert werden.

### Besitzer Angela und Konrad Zauner  (1926–1976)
Das Café Landtmann wurde nun im Herbst 1926 vom Ehepaar Konrad und Angela Zauner gekauft. Die neuen Eigentümer ließen es 1929 nach dem Entwurf von Ernst Meller, erfahren in der Einrichtung von Kaffeehäusern, komplett umbauen: mit der bis heute erhaltenen und unter Denkmalschutz stehenden Innenausstattung. Besonders auffällig sind vier Holzsäulen am Entrée, die von Hans Scheibner geschaffen wurden und deren Dekoration Premierenszenen des Burgtheaters darstellen. Mit dieser aufwändigen Innengestaltung festigte das Landtmann seine Position als elegantestes Kaffeehaus Wiens. 1949 übernahm Konrad Zauners Sohn Erwin die Leitung des Cafés und führte es mit großem Erfolg weiter.
1974 erhielt das Unternehmen die Staatliche Auszeichnung und darf seither das Bundeswappen im Geschäftsverkehr verwenden.

### Besitzer Familie Querfeld (seit 1976)
1976 übernahm die heutige Besitzerfamilie Querfeld das Lokal und renovierte es 1980 neuerlich.
Die Besitzerfamilie Querfeld hat in Wien insgesamt zehn Betriebe, davon sechs Kaffeehäuser. Neben dem Café Landtmann betreibt die Familie Querfeld auch das Café Mozart und das Café Museum in der Wiener Innenstadt. In Schönbrunn waren es das Café Residenz und Landtmann’s Jausen Station im Kronprinzengarten, die zu den Betrieben der Familie gehörten. Ende Jänner 2024 lief jedoch nach 25 Jahren der Pachtvertrag für das Café Restaurant Residenz im  Kavalierstrakt des Schlosses ab und auch der Pachtvertrag für Landtmann’s Jausen Station wurde nach zehn Jahren neu ausgeschrieben und an eine andere Restaurantgruppe vergeben. Das Café Hofburg in einem der Innenhöfe der Burg wurde im Jahr 2022 nach knapp 20 Jahren wieder aufgegeben und der Pachtvertrag gelöst. Das Lokal wurde einer anderen Nutzung zugeführt und das Mobiliar versteigert.

## Details

### Kleinbühne
Im Souterrain unter dem Kaffeehaus befand sich nach Czeike schon 1936–1938 das Kabarett „Fröhlicher Landtmann“, für die Tänzerin Cilli Wang von ihrem Ehemann eingerichtet. 1953 wurde im Untergeschoß die Kleinbühne „Die Tribüne“ gegründet (seit 2002: „Die neue Tribüne“, geleitet von Karlheinz Wukov). Sie gehört zu den zahlreichen Wiener Kleintheatern, die mit bescheidener öffentlicher Unterstützung tätig sind und Autoren, Darstellern und Regisseuren Einsatzmöglichkeiten bieten.

### Wintergarten
2007 wurde an die Fassade Richtung Burgtheater nach dem Entwurf von Manfred Wehdorn um 1,5 Millionen Euro (Berndt Querfeld) ein Wintergarten angebaut. Mit 87 Quadratmetern und 29 Tischen ist der Wintergarten beinahe so geräumig wie der große Saal des Cafés; damit wurde die Kapazität des Lokals um ein Viertel erweitert.

### Landtmann's Bel-Etage
2012 wurden einen Stock über dem Café drei Veranstaltungsräume eröffnet, die als „Landtmann's Bel-Etage“ bezeichnet werden. Einer der Räume ist nach Berta Zuckerkandl benannt, die im Haus (Eingang Oppolzergasse 6) 1917–1938 ihren bekannten Salon, Treffpunkt für Künstler, Wissenschaftler und Politiker, führte.

### Oberkellner
Im Café war Robert Böck, im Dienst nur Herr Robert genannt, 28 Jahre lang tätig, viele Jahre als Oberkellner im Smoking; er kannte alle wichtigen Gäste persönlich. An seinem letzten Arbeitstag, am 23. Dezember 2003, erschien zahlreiche Prominenz zu seinem Abschied vom Kaffeehaus. Bürgermeister Michael Häupl servierte Herrn Robert, der ihn so oft bedient hatte, einen „kleinen Braunen“. Dazu überreichte er ihm den „Goldenen Rathausmann“ „für den berühmtesten, diskretesten und zuvorkommendsten Kellner Wiens“.

### Preis für Wasser
2013 geriet das Kaffeehaus in die Medien, weil Gäste, die statt anderer Getränke nur Leitungswasser bestellen, diesen Service nun nicht mehr gratis erhalten. Die Regelung wurde zum Teil heftig kritisiert. Das Glas Wasser zum bestellten Kaffee wird, wie es der Wiener Kaffeehaustradition entspricht, weiterhin gratis serviert.

### Sonstiges
Im Café Landtmann werden nach Angaben der Betreiberfamilie im Durchschnitt 2,8 Pressekonferenzen pro Tag abgehalten.
Seit 2003 ist das Café jeden Sommer Schauplatz des Kaffeehaustheaters Tinte & Kaffee.
Im März 2009 wurde in Tokio im zentral gelegenen Bezirk Minato-ku, und zwar im Viertel Kitaaoyama in der Aoyama Street, ein „Café Landtmann“ genanntes Restaurant als Franchise eröffnet.

## Gäste
Das Kaffeehaus wurde nach Czeike unter anderem von den Künstlern Attila Hörbiger, Paul Hörbiger, Oskar Kokoschka, Hans Moser, Max Reinhardt, Oskar Werner und Paula Wessely besucht. Unter den Politikern nennt er Julius Deutsch, Robert Danneberg und Karl Seitz, die zum „Roten Wien“ zählten, sowie in der Nachkriegszeit den damals sehr populären Bundeskanzler Julius Raab. Gustav Mahler ist hier mit Karl Goldmark zusammengetroffen, Gary Cooper und Marlene Dietrich gehörten zu den „durchreisenden“ Gästen, die Autoren Jura Soyfer, Felix Salten, Thomas Mann und John Boynton Priestley haben das Landtmann ebenfalls frequentiert. Die Besitzer selbst nennen außerdem Peter Altenberg, Sigmund Freud, Emmerich Kálmán, Curd Jürgens, Otto Preminger und Romy Schneider als ehemalige Stammgäste.